# 벌레잡이제비꽃
벌레잡이제비꽃(학명:Pinguicula vulgaris)은 통발과의 여러해살이 식충식물이다.

## 생태
한국 북부 높은 산의 습한 바위나 습원에 서식한다. 높이는 5-15cm이고 잎은 뿌리에서 밀생하고, 땅 위로 퍼지며, 긴 타원형, 좁은 난형, 끝이 둔하고, 다소 안쪽으로 말리며, 길이 3-5cm, 폭 1-2cm이다. 가장자리는 밋밋하고, 양면에 작은 선모가 밀생하여 점액을 분비하며, 벌레를 잡는다. 꽃은 밝은 자주색, 꽃줄기 끝에 1송이씩 달린다. 꽃받침은 깊게 5갈래, 화관은 제비꽃 모양, 입술 모양이다. 윗입술 꽃잎은 2갈래, 아랫입술 꽃잎은 3갈래, 길이 7-10mm, 수술 2개이다. 열매는 삭과이고 둥근 모양이다.
벌레잡이제비꽃의 끈끈이 액은 아주 강해서 벌레가 도망가지 못한다. 끈끈이 액이 벌레를 붙잡고 있으면, 30분쯤 후에 강한 산성의 소화액이 나와 소화를 하게 된다. 이 때 조금 말려 있는 잎은 소화액이 가운데로 고여 소화가 빨리 되도록 하는 역할을 한다.

## 참고 문헌
- 이 문서에는 다음커뮤니케이션(현 카카오)에서 GFDL 또는 CC-SA 라이선스로 배포한 글로벌 세계대백과사전의 내용을 기초로 작성된 글이 포함되어 있습니다.